# المنسام (جبلة)

تعديل مصدري - تعديل

المنسام محلة تابعة لقرية المشاعبة، التابعة لعزلة المعشار بمديرية جبلة إحدى مديريات محافظة إب في الجمهورية اليمنية، بلغ تعداد سكانها 254 حسب تعداد اليمن لعام 2004.